# Бахилово
Бахи́лово — село в Ставропольском районе Самарской области.
Административно входит в сельское поселение Бахилово, являясь его административным центром.

## География
Современное село Бахилово располагается на правом берегу реки Волги, на территории Национального Парка «Самарская Лука».

## История
Первое упоминание о селе относится к оброчной грамоте царя Бориса 1599—1600 годов, однако люди обосновались в данной местности давно. На горе Ош-Пандо-Нерь в середине XIX века археолог К. И. Невоструев обнаружил городище, которое он отнёс к XI—XII векам.
Городище занимает краевую часть мыса и в плане имеет вид треугольника, боковые стороны которого ограничены обрывистыми склонами горы, а основание отсечено от плато насыпным земляным валом и рвом. На гребне вала располагался частокол из толстых заострённых брёвен. Между стенами частокола помещались тесовые ворота — единственный путь внутрь крепости. Летом 1923 года здесь работала экспедиция общества истории, археологии, этнографии и естествознания под руководством профессора В. Гольмстена. Были собраны в многочисленные черепки лепных горшков, после изучения которых выяснилось, что такая посуда широко использовалась в Среднем Поволжье в IV—VII века и принадлежала людям именьковской культуры.
Современное село было основано беглыми крестьянами. Владел им звенигородский Савво-Сторожевский монастырь. Предполагается, что название село получило от названия обуви: бахилы — деревянные колодки с натянутой наверху кожей.
В 1710 году указом Петра I село было передано во владения Александру Меньшикову, но после его опалы в 1738 году земли были конфискованы и возвращены прежнему владельцу. В ту пору население села описывалось как ясачное мордовское новокрещённое. В 1768 году указом Екатерины II село было передано во владения Орловых-Давыдовых и принадлежало их потомкам до 1917 года.
Промышленность в Бахилово была представлена асфальтовым и гудронным заводами. На рынок поставлялись асфальтовые брикеты для твердого дорожного покрытия, выпускалась асфальтовая мастика. В 1875 году инженером А. И. Иорданом была начата промышленная варка природного гудрона. После революции заводы были национализированы. Тем не менее после того, как гудрон стали получать в качестве побочного продукта нефтеперегонки, данные разработки были закрыты за нерентабельностью. Кроме этого жители были заняты заготовкой леса в леспромхозе.

## Население
| 2010  | 2012  | 2013  | 2014  | 2015  | 2016  | 2017  |
| ----- | ----- | ----- | ----- | ----- | ----- | ----- |
| 1086  | ↗1090 | ↗1101 | ↗1145 | ↗1165 | ↗1201 | ↘1189 |
| 2018  | 2019  | 2020  | 2021  |       |       |       |
| ↘1179 | ↘1171 | ↘1136 | ↘1023 |       |       |       |

| Год  | Количество           |
| ---- | -------------------- |
| 1859 | 830 чел. 136 дворов  |
| 1884 | 1143 чел. 140 дворов |
| 1928 | 1252 чел. 269 дворов |

- Досуговый центр села Бахилово
- Церковь села Бахилово